# Эльхотовские ворота
Эльхотовские ворота (осет. Æрджынарæг) — горный проход через Сунженский хребет Предкавказья, ведущий на Осетинскую равнину. У северного входа в проход расположено осетинское село Эльхотово, по которому он и получил своё современное название. Эльхотовские ворота во все времена являлись стратегически важным пунктом, через который проходили основные маршруты, ведущие в Закавказье. В том числе они активно использовались монголо-татарами во время покорения Кавказа и нашествия на Русь в XIII веке, а также русскими войсками в период Кавказской войны 1817—1864, а осенью 1942 года в районе Эльхотовских ворот проходили интенсивные бои, являющиеся частью Битвы за Кавказ 1942—43

## География
Эльхотовские ворота находятся на северо-западе Осетинской равнины и представляет собой небольшую, практически прямоугольную по форме, долину, размером 10 х 2.5 километра, рассекающую Сунженский хребет. Протекающий по долине Терек имеет ширину 50—150 метров, глубину до 1,5 метра, скорость течения 1,7 м/с. Через Эльхотовские Ворота проходят железная дорога Ростов-на-Дону — Баку и автомагистраль Ростов-на-Дону — Владикавказ — Тбилиси.

## История

### Доаланский период
Эльхотовские ворота на осетинском языке называются «Æрджынарæг» — «Теснина аргов». По мнению исследователей «арги» — название народа не имеющего никакого отношения ни к осетинам, ни к их предкам, так как в осетинском фольклоре сохранился ряд поговорок, высмеивающих аргов. Имя этого народа сохранилось в ряде географических названий: в Кабардино-Балкарии есть река (и селение) «Аргудан» — «Река аргов», а в Чечне — река (и город) «Аргун». По-видимому, арги населяли ряд территорий Северного Кавказа до того, как на эти земли пришли племена алан. В письменных источниках этот народ отмечается лишь однажды: «Армянская география» VII века, среди прочих народов Кавказа, упоминает племя аргвелов (аргаветов) В данном источнике этноним «арги» фигурирует в грузинизированном виде, с добавлением окончания «-ели», означающего место обитания или происхождения..